# Fuie de Saint-Sornin
La fuie de Saint-Sornin est un colombier remarquable situé à Saint-Vincent-sur-Graon en France.

## Généralités
Le pigeonnier est érigé sur le domaine du Logis de Saint Sornin de Saint-Sornin, en Vendée. 

## Historique
Le pigeonnier est inscrit monument historique le 16 juin 2021.